# Ira Marvin
Ira Marvin (New York, 22 januari 1929 – Westwood (Californië), 1 september 2012) was een Amerikaans filmproducent. 
Ira Marvin was getrouwd met Joan DeMarrais Marvin tot zijn dood in 2012. Samen hadden ze vier kinderen.

## Filmografie
- Dream House (supervising producer) (1981)
- Dreams Don't Die (1982)
- The Demon Murder Case (supervising producer) (1983)
- Hometown (producer - 1 episode) (1985)
- We're Puttin' on the Ritz (1986)
- Leap of Faith (1988)
- Blind Witness (line producer) (1989)
- Sparks: The Price of Passion (line producer) (1990)
- Ironclads (co-producer) (1991)
- Long Road Home (line producer) (1991)
- Stay the Night (associate producer) (1992)
- Geronimo (1993)
- Where are my Children (1994)
- Divas (1995)
- The Monroes (1995)
- Awake to Danger (1995)
- She Cried No (1996)
- Terror in the Family (1996)
- The Dukes of Hazzard: Reunion! (1997)
- Deep Family Secrets (1997)